# 立原えりか
立原 えりか（たちはら えりか、本名・渡辺 久美子、1937年10月13日 - 2025年7月1日）は、日本の童話作家。大阪芸術大学キャラクター造形学科客員教授。日本児童文学者協会会員。夫は画家の渡辺藤一で多くの作品のイラストを担当している。
筆名は詩人の立原道造にちなんでいる。

## 来歴・人物
東京都生まれ。東京都立白鷗高等学校卒。卒業後、婦人朝日の「私の童話」欄に作品を投稿し、入選を重ねる。
1957年（昭和32年）、童話集『人形のくつ』を自費出版する。1958年（昭和33年）、吉田とし、斉藤尚子らとともに「だ・かぽ」を創刊。1959年（昭和34年）、『人魚のくつ』が第8回児童文学者協会新人賞を受賞。以後ファンタジー、詩やエッセイを書く。1960年（昭和35年）、初の著書『木馬がのった白い船』を刊行し、翌1961年（昭和36年）「ゆりとでかでか人とちびちび人のものがたり」（後に『でかでか人とちびちび人』と改題して出版）で第2回講談社児童文学新人賞受賞。1966年（昭和41年）、山室静と同人誌「海賊」を創刊し、森のぶことともに特別同人として参加する。
「アンデルセンのメルヘン大賞」（タカキベーカリー主催）選考委員長、ユーキャン「立原えりかの童話塾」塾長、「ヒースランド」編集長を歴任した。ディズニー・アニメなどのノベライゼーションも多い。
2025年7月1日に死去したことが8月初に報じられた。87歳没。

## 著書
- 『木馬がのった白い船』（ユリイカ） 1960、のち角川文庫、講談社文庫
- 『でかでか人とちびちび人』（講談社） 1961、のち文庫、角川文庫
- 『ちいさい妖精のちいさいギター』（七曜社） 1962
- 『どうぶつおもちゃ』（小学館） 1964
- 『花びらいかだ』（思潮社） 1966
- 『恋する魔女』（新書館） 1966
- 『風の中のめんどり』（新書館、For ladies） 1968
- 『宝石泥棒』（新書館、For ladies） 1968
- 『雪むすめ』（思潮社）1969
- 『砂糖菓子のかけら』（新書館、For ladies） 1969
- 『少年は行ってしまった』（偕成社、少女小説シリーズ） 1970
- 『青い羽のおもいで』（理論社） 1971、のち角川文庫、フォア文庫
- 『小さな恋物語』（サンリオ山梨シルクセンター出版部） 1971
- 『野原の食卓』（思潮社） 1971
- 『ゆりくまさん』（国土社） 1971
- 『なかよしどうぶつ』（小学館） 1972
- 「立原えりか作品集」全7巻（思潮社） 1972 - 1973

1. 『幸福の家』
2. 『人魚のくつ』 1972.12
3. 『おばけものがたり』 1973.1
4. 『木馬がのった白い船』 1973.2
5. 『海からきたひと』 1973.3
6. 『天のひつじかい』 1973.4
7. 『喰人鬼の噴水』 1973.5

- 『妖精たち』（サンリオ出版） 1974、のち角川文庫
- 『いっぽんの木』（国土社） 1974
- 『はじめての愛のために 心の扉を開くとき』（光文社、カッパ・ブックス） 1974
- 『愛の階段』（サンリオ出版） 1974
- 『おさるのきっきのおかあさん』（高橋書店） 1975
- 『ライオンららら』（やなせたかし画、小学館） 1975
- 『いつか愛の河になりたい』（柏樹社） 1975
- 『愛のメルヘン』（サンリオ出版、サンリオ・ギフト文庫） 1975
- 『まぼろしの祭り』（角川文庫） 1975
- 『蜜のしずく』（思潮社） 1976
- 『愛の質問箱』（サンリオ） 1976
- 『恋のメルヘン』（サンリオ出版、サンリオ・ギフト文庫）1976
- 『みりとミミのひみつのじかん』（佐野洋子画、あかね書房） 1976
- 『海からきた少女』（ポプラ社） 1976
- 『あいうえお まいごになったこうさぎ』（主婦と生活社） 1976
- 『小さな花物語』（じゃこめてい出版） 1977、のち講談社文庫
- 『愛する』（朱鷺書房） 1977、のち知的生き方文庫
- 『こたえはひとつだけ』（佐野洋子絵、講談社） 1977
- 『ヨルアソビですこんばんは』（旺文社） 1977
- 『ねこのためのクリスマス・キャロル』（サンリオ） 1977
- 『六つのカバンの物語』（久里洋二絵、サンリオ） 1977
- 『大人になりたくなかった少女の物語 いま、童話を書こうとしているあなたに』（サンリオ） 1977
- 『夕焼けの子供』（学習研究社、世界の民話館） 1977
- 『妖精たちの氷菓子』（角川書店） 1978
- 『花ものがたり ギリシアしんわ』（講談社） 1978
- 『なぎさの愛の物語』（サンリオ） 1978、のち講談社文庫
- 『小さな魚物語』（じゃこめてい出版） 1978
- 『まほうつかいのまごむすめ』（旺文社） 1978
- 『北欧幻想 白夜のメルヘン』（講談社） 1979
- 『マキをよぶ貝の海』（講談社） 1979
- 『朝ごとの花束 小さな童話集』（講談社） 1979、のち文庫
- 『ちょうをあむひと』（フレーベル館） 1979、のち改題『蝶を編む人』（講談社文庫）
- 『ほんものの魔法 』（青土社） 1979
- 『いつか見たゆめ』（海鳴社） 1980
- 「立原えりかのファンタジーランド」全16巻（青土社） 1980 - 1981

1. 『どこにもない動物園』
2. 『おばけものがたり』
3. 『空にもらった首飾り』
4. 『いとしい人への花束』
5. 『妖精たち』
6. 『喰人鬼の噴水』
7. 『風をよびとめて』
8. 『小さな人の寸法は?』
9. 『扉の向こうへ』
10. 『つばさのおくりもの』
11. 『おいでよ海に』
12. 『おわらない祭り』
13. 『ゆめのひとつぶ』
14. 『手品のたねあかし』
15. 『ほんものの魔法』
16. 『おさないともだちに』

- 『花の伝説』（講談社） 1980
- 『童話づくり あなたの夢を創ってみませんか』（青春出版社） 1980
- 『ピアノの詩人ショパン』（音楽之友社、ジュニア音楽図書館作曲家シリーズ） 1980
- 『まほうの売り場はどこですか』（佐野洋子絵、ティビーエス・ブリタニカ） 1981
- 『海をわたるチョコレート』（国土社、青春ノート） 1981
- 『チョコレートのじどうしゃ』（ひさかたチャイルド） 1981
- 『大あたりアイスクリームの国へごしょうたい』（旺文社） 1982
- 『のはらにかがみがおちていた』（小学館） 1982
- 『こぼれた真珠』（青土社） 1982
- 『うしろの正面だぁれ』（出帆新社） 1982
- 『花くいライオン』（講談社） 1982
- 『おばけものがたり』（講談社青い鳥文庫） 1982
- 『月と星の首飾り』（講談社） 1982、のち文庫
- 『飾り窓』（講談社文庫） 1982
- 『おつきとおほし』（チャイルド本社、チャイルド絵本館） 1982
- 『ボンジュール・ある日わたしは 窓辺のメルヘン』（講談社） 1982
- 『しあわせな森へ』（青土社） 1983、のち講談社文庫
- 『ふるさとははるかかなたの星』（出帆新社） 1983
- 『うみのいろのバケツ』（永田萠絵、講談社） 1983
- 『赤い糸の電話』（青土社） 1984、のち講談社文庫
- 『そよかぜのてがみ』（ひくまの出版） 1984
- 『さいこうのおくりもの』（ひくまの出版） 1984
- 『さくらの木の下で』（講談社、メロディーブック） 1984
- 『すみれいろのちいさなはこ』（講談社、メロディーブック） 1984
- 『いちばん優しい花』（林静一絵、講談社、メロディーブック） 1984
- 『ばらいろのもり』（講談社） 1984
- 『おかあさんのようふくだんす』（太平出版社） 1985
- 『立原えりかの世界 1』（サンリオ文庫） 1985
- 『ちょっときになる女の子』（ひくまの出版） 1985
- 『ほそいほそいきんのいと』（ひさかたチャイルド） 1985
- 『しろいおくりもの』（講談社） 1985
- 『野原であそんだ日に書いた手紙』（ひさかたチャイルド） 1985
- 『青と金色のつばさ』（講談社、児童文学創作シリーズ）1985
- 『小さな恋の12か月』（小学館） 1985
- 『タマネギ色のなみだ』（講談社文庫） 1985
- 『きんいろのあめ』（講談社） 1985
- 『きらめく笑い声』（青土社） 1986
- 『ユウイチさんの人形』（ひくまの出版） 1986
- 『かいのなかのアリス』（フレーベル館）  1986
- 『およめさんはステゴサウルス』（岩崎書店） 1986
- 『10年まえのゆきだるま』（くもん出版） 1986
- 『いっしょにおよごうおつきさま』（佼成出版社） 1987
- 『あきのえんそくはたからさがし』（佼成出版社） 1987
- 『「ときめき」と「ぬくもり」のある生きかた』（三笠書房） 1987
- 『月あかりの中庭』（講談社文庫） 1987
- 『いちばん美しいおくりもの』（国土社） 1987
- 『六本木発ギリシャ神話』（桐原書店） 1988
- 『日曜日は恋する魔女』（ポプラ社文庫） 1988
- 『おおきな木さんおねがい』（ウオカーズカンパニー） 1989
- 『7月31日のゆうれい』（旺文社） 1989
- 『泣かないでシンデレラ』（ポプラ社文庫） 1989
- 『はじめて童話を書く』（主婦の友社） 1989
- 『となりにきた女の子』（佼成出版社、いちご文学館） 1989
- 『いちばんいいもの』（全国青少年教化協議会） 1990
- 『クリスマスの花』（サンリオ） 1990
- 『愛がはじまる Arisa & Hikaru』1 - 3（講談社） 1990 - 1991
- 『おおきくなりすぎたエルくん』（佼成出版社） 1990
- 『いそがしい日の子守唄』（青土社） 1990
- 『もうすぐクリスマス』（佼成出版社） 1991
- 『ぼくのさがしもの』（講談社） 1991
- 『あなたが好き』（大日本図書、小さい詩集） 1991
- 『12の花物語』（きたのじゅんこ画、小学館） 1991
- 『いとしい人へのおくりもの』（大日本図書） 1992
- 『天使になる夜』（大日本図書） 1992
- 『せかいがいちばんやさしくなる日』（大日本図書） 1992
- 『だいすきなふたりに』（くもん出版） 1992
- 『3001回ぶたれた男の子』（旺文社） 1992
- 『きょうりゅうぼうやCoo』（角川書店） 1993
- 『モーツァルト』（小学館、新訂版オールカラー世界の伝記） 1993
- 『うたってよ、わたしのために』（ポプラ社） 1993
- 『あなたのお部屋に象さんを』（文溪堂） 1993
- 『夢のなかのマリオに』（文溪堂） 1993
- 『火食鳥幻想』（原生林） 1993
- 『わたしとおどってよ白くまさん』（講談社文庫） 1993
- 『花ものがたり 春』（小学館） 1993
- 『花ものがたり 夏』（小学館） 1993
- 『花ものがたり 秋』（小学館） 1993
- 『花ものがたり 冬』（小学館） 1993
- 『花ことば 花ものがたり別巻』（小学館） 1994
- 『聖バレンタインデーの心中』（原生林） 1994
- 『いつもあなたを愛してる』（近代文藝社） 1996
- 『わたしのタイ・タイ料理 行きタイ、食べタイ、愛しタイ』（フレーベル館） 1996
- 『どんな花がさくんだろう』（ひかりのくに） 1996
- 『まどろみの夢から夢へ』（近代文芸社） 1996
- 『あんず林のどろぼう』（岩崎書店） 1997
- 『走りつづけて、かがやいて』（旺文社） 1998
- 『砂で作った家族たち』（近代文芸社） 1998
- 『天人の橋』（愛育社） 2000
- 『天女のあかり』（愛育社） 2000
- 『みんな夢のなか』（愛育社） 2001
- 『Love 世界でいちばん』（愛育社） 2001
- 『まちでさいごのようせいをみたおまわりさんのはなし』（フレーベル館） 2003
- 『麦の王様』（愛育社） 2003
- 『一度でいいから…ハワイ』（愛育社） 2004
- 『アンデルセンへの旅』（アートデイズ） 2005

## 共編著
- 『北欧の名作ものがたり』（山室静, 万沢まき共著、学習研究社） c1964
- 『ひとりで愛をさがす日のために』（編、朱鷺書房、愛の詩集 1） 1976
- 『ふたりで愛をはぐくむ日のために』（編、朱鷺書房、愛の詩集 2） 1976
- 『にぎやかな首飾り』1 - 2（山室静共編、出帆新社） 1982 - 1983
- 「立原えりか詩のアルバム」全12巻（編、太平出版社） 1984 - 1985

## 翻訳
- 『すてきなおうちはどこかしら』（M・D・クイッツ、小学館） 1980
- 『かわうそタルカの冒険』（ヘンリー・ウィリアムソン、ヘラルド・エンタープライズ） 1980
- 『レイモン・ペイネ画集 愛の贈りもの』（小池書院） 1999
- 『立原えりかのグリム童話』（グリム原作、青山みるく, 杉浦範茂, 尼子騒兵衛, 田村セツコ, はせがわゆうじ, 宇野亜喜良, 黒井健, 東逸子, 葉祥明, 永田萠, 飯野和好, 牧野鈴子, 伊藤秀男, 北見葉胡, エムナマエ, ささめやゆき, きたのじゅんこ, 長谷川義史他絵、学習研究社） 2015　ISBN 978-4907150488

### 「いたずらうさぎデイビー」
- 『わざとじゃないもん いたずらうさぎデイビー』（ブリギッテ・ヴェニンガー、講談社） 1997
- 『ぼくじゃないもん いたずらうさぎデイビー』（ブリギッテ・ヴェニンガー、講談社） 1998
- 『あかちゃんすきだもん いたずらうさぎデイビー』（ブリギッテ・ヴェニンガー、講談社） 1998
- 『いいことしちゃいけないの いたずらうさぎデイビー』（ブリギッテ・ヴェニンガー、講談社） 1999
- 『ニッキーいないんだもん いたずらうさぎデイビー』（ブリギッテ・ヴェニンガー、講談社） 1999
- 『おたんじょうびだもん いたずらうさぎデイビー』（ブリギッテ・ヴェニンガー、講談社） 2001
- 『とってもともだちなんだもん いたずらうさぎデイビー』（ブリギッテ・ヴェニンガー、講談社）  2001

## 作詞
- いつか（菊地雅春作曲） - 第55回NHK全国学校音楽コンクール小学校の部課題曲
- ひろば（中田喜直作曲） - 1977年、 日本テレビ『ロンパールーム』より